# Doorschijnend mestdwergschijfje
Het doorschijnend mestdwergschijfje  (Coprotus disculus) is een schimmel in de orde Pezizales. Deze coprofiele saprotroof leeft in gras- en hooilanden. Het groeit op mest van Cervidae (hertachtigen). 

## Kenmerken

### Uiterlijke kenmerken
De vruchtlichamen zijn aanvankelijk bolvormig en worden later kussen tot schijfvormig. Ze zijn aanvankelijk wit en doorschijnend en geelachtig wordend, met een ongedifferentieerde rand. Het hymenium is korrelig door uitstekende asci. 

### Microscopische kenmerken
Het peridium is samengesteld uit bolvormige tot hoekige cellen tot 20 µm diameter. De ascus heeft een grootte van 75-90 × 10-15 µm. De ascosporen zijn enkelvoudig tot bi-serieel gerangschikt, ellipsoïdaal, ongesepteerd, hyaliene tot lichtgeel, glad, dikwandig, en meten 11,5-14 × 5-8 µm. De draadvormige parafysen meten 1,5-2 µm in diameter.

## Verspreiding
Het doorschijnend mestdwergschijfje komt in Nederland zeldzaam voor.